# Cốc Cốc
Cốc Cốc（コック・コック）は、ハノイに本社を置くベトナム企業Cốc Cốcによって開発されたウェブブラウザである。補助記号を省略し、 Coc Coc や Coccoc と表記されることもある（以下、この項ではCốc Cốcで統一する）。
Google ChromeやOpera、Comodo Dragonと同様にChromiumと呼ばれるオープンソースプロジェクトをもとに設計されている。
2013年5月にリリースされて以来、ベトナム国内のブラウザ市場に焦点を当てて展開。
デジタル分析のコムスコア社によって発表されたデータによると、ベトナム国内のユーザー数で2014年2月にInternet Explorerを、同年9月にはMozilla Firefoxを追い抜き、Google Chromeに次ぐ2番目のシェアを獲得している（2017年1月現在）。

## 概要

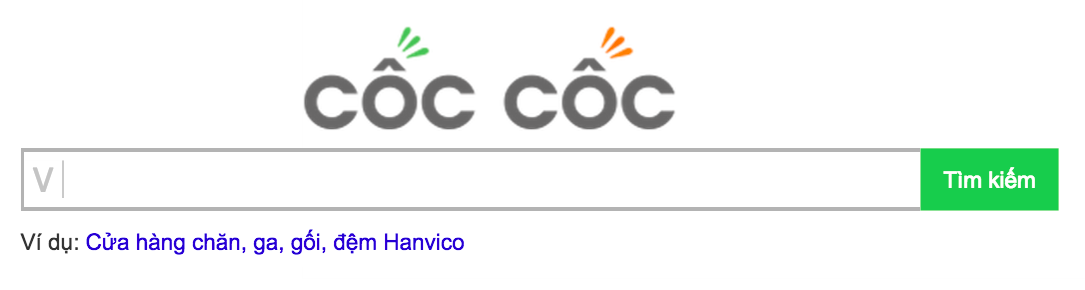
Cốc Cốc の検索ボックス

Cốc Cốcは、英語などの他言語圏で開発された他ブラウザと違い、ベトナム語を使うユーザーおよびベトナム国内のユーザーにとって、扱いやすい独自機能を搭載している。
その主なものとして、ベトナム語の自動入力の補助や、自動スペルチェック、英語・ベトナム語翻訳、動画サイトでのダウンロード機能、高速ダウンロード、プロバイダーなどによるアクセス調整に強いこと、広告プラットフォームとしての有用性が挙げられる。
また、同じくChromiumをベースに開発されたChromeと共通した機能がある。
モスクワ大学（MSU）の卒業生である3人のベトナム人プログラマーによって作成された。

## 歴史
- 2012年4月12日、最初のバージョンは Cờ Rôm+という名前で誕生した。標準で動画サイトからのダウンロード機能を搭載。
- 2013年1月、検索エンジンとしてサービスを開始した[10]。
- 2013年5月14日、Cờ Rôm+として正式にリリースされた[11]。
- 2014年4月2日、Cốc Cốc Company Limitedのもとで、同社のブランドとしてCốc Cốcに名前を変更。それに伴い、アイコンを一新した。
- 2014年11月、Windows版に加えて、Mac OS X版をリリース[12]。
- 2014年9月、順調にベトナム国内でユーザー数を伸ばしFirefoxを突破。ウェブブラウザとして、Chromeに次ぐ2位に躍り出た。
- 2016年1月、Android版のモバイルブラウザアプリをリリース。
- 2016年12月、iOS版をリリースした。

## 主な特徴
- IMEを搭載し、ユーザーが入力したベトナム語を自動的に分析しサポートする[13]。文字入力の際にベトナム人が多用する、一般的な26個のアルファベットのみでも発音記号を正しく補完できるために、ブラインドタッチなどの高速入力が行えないユーザーにとって、20〜50％の大幅な入力短縮が可能となっている。この機能は、ブラウザで開いたウェブメールやチャットで使用できる。
- 高度なベトナム語のスペルチェック機能を搭載[14]。打ち間違いを見つけると、赤い下線でユーザーに対して指摘する。
- 英語・ベトナム語辞書機能。ウェブページの英単語にカーソルを合わせダブルクリックすることで、ベトナム語で意味を表示できる。英語が堪能でなくともスムーズに英文が読解できるようにサポートする。
- YouTubeやDailymotionなど動画共有サービスサイトで、ワンクリックで動画や音楽のダウンロードが可能[15]。HDクオリティーなど多彩なフォーマットで保存できる。この機能により、スムーズなストリーミングが難しい回線状況でも、ユーザーはいったんローカルに保存し動画や音楽を楽しめる。
- 最大で8分割同時ダウンロードを行うため、素早くダウンロードを完了できる[16]。
- 再生しながら別作業がしやすいように、動画を別窓で開くピン留め機能を搭載している[17]。
- Google ChromeなどChromium派生の他ブラウザソフトと違い、ダウンロードのレジューム機能を備えている。ダウンロードが完了する前に途中でインターネット接続が切断された場合でも、再度はじめからダウンロードすることなく、途中から再開できる。ユーザーは、回線が不安定でも効率よくダウンロードできる。
- 安定したアクセスを保つメカニズムと軽い動作によって、ベトナム国内でFacebookを利用する手段として支持されている。Hotspot ShieldやUltrasurf（英語版）など、同様のソフトと比較して、接続スピードが遅くなったりサードパーティーの広告が表示されることがない。
- 標準で、ホーム画面に各種主要サイトへのリンクがデザインされている。そのため、すぐさまポータルサイトのように扱える。リンクは、Facebook、アゴダ、Flickr、スカイスキャナー、Picasa、VnExpress（英語版）など。

## 検索エンジンとして
- 充実したロケーションデータを持ち、地図／地域検索サービスとしても利用できる。Cốc Cốc Company Limitedは、同データを使用したモバイル端末のアプリCốc Cốc Map（旧名Nhà Nhà）を展開している[18]。
- 天気予報を表示する機能。例えば「thoi tiet hanoi」（「天気　ハノイ」）で検索すると、天気や気温、降水確率を導ける。
- 映画館のスケジュール表示。公開中の映画タイトルで検索すると映画館の時刻スケジュールを表示できる。「phim moi」（「新作映画」）で検索すると、近くの映画館で公開中の映画を一覧表示できる。
- 検索ボックスに、「bong da」（「サッカー」）と入力すると、国際試合やリーガ・エスパニョーラ、セリエAなどリーグ戦の結果を一覧で観られる。
- 通貨単位が違う外貨をコンバートする機能を搭載。検索ボックスに、例えば「2 USD + 3 EURO」と入力すると、現在のレートに沿って2米ドルと3ユーロを足した額をベトナムドンで導ける。
- 化学反応式を導き出す機能を搭載。検索ボックスに、例えば「H2 + Ag2SO4」と入力すると、「H2 + Ag2SO4 = 2Ag + H2SO4」という答えを表示する。

## 広告サービス
- Cốc Cốcは、検索連動型[19]、履歴連動型のクリック課金広告サービスを展開しており、広告プラットフォームとしても活用されている[20]。
- 広告主はホーム画面でのスキン広告や大型バナー表示などを、ユーザーがブラウザ内で新しいタブを作成するたびに行える。その他の種類に、検索結果画面でのリスティング広告、ニュース広告、トラフィックエクスチェンジなど。広告主はユーザーがいるロケーションや属性、性別・年齢層、キーワード設定、表示時期や時間など、細やかに配信設定できる。以上のことから、検索履歴や閲覧履歴に沿った広告アプローチが可能となっている。
- 広告費用は、オークション等によって決定されたクリック単価とユーザーのクリック回数に応じて金額が決定する。